# Iranecio pandurifolius
Iranecio pandurifolius là một loài thực vật có hoa trong họ Cúc. Loài này được (K.Koch) C.Jeffrey mô tả khoa học đầu tiên năm 1992.